# Yannick Bellon
Yannick Bellon (Biarritz, 1924. április 6. – Párizs, 2019. június 2.) francia filmrendező, vágó, forgatókönyvíró.

## Filmjei

### Játékfilmek
- Valahol valaki (Quelque part quelqu'un) (1972)
- La Femme de Jean (1974)
- Jamais plus toujours (1976)
- L'Amour violé (1978)
- Meztelen szerelem (L'Amour nu) (1981)
- La Triche (1984)
- Les Enfants du désordre (1989)
- L'Affût (1992)

### Rövid- és dokumentumfilmek
- Goémons (1947)
- Tourisme (1951)
- Colette (1951)
- Varsovie quand même (1955)
- Un matin comme les autres (1956)
- Le Second Souffle (1959)
- Images pour Baudelaire de Pierre Kast (1959)
- Zaa, le petit chameau blanc (1960)
- Une question d'assurance de Pierre Kast (1960)
- Le Bureau des mariages (1962)
- Main basse sur Bel (1963)
- Galerie de l'œil (1963)
- Évasion (1989)
- Le Souvenir d'un avenir (2001)
- D'où vient cet air lointain? (2018)